# Хёлер, Лукас
Лукас Хёлер (нем. Lucas Höler; родился 10 июля 1994 года, Ахим, Германия) — немецкий футболист, нападающий клуба «Фрайбург».

## Биография
Играть в футбол на профессиональном уровне Лукас Хёлер начал в клубе Региональной лиги «Ольденбург». После чего футболист провел три сезона, выступая в Третьей лиге за вторую команду «Майнц 05».
В мае 2016 стало известно, что Хёлер подписал контракт на два года с возможностью продления с клубом Второй Бундеслиги «Зандхаузен». В декабре 2017 года, когда до завершения контракта оставалось полгода, Хёлер перешел в клуб Бундеслиги «Фрайбург». Первую игру на высшем уровне Хёлер провел в январе 2018 в матче Бундеслиги против «Айнтрахта».
4 апреля 2023 года Лукас Хёлер забил победный пенальти в ворота «Баварии» в кубковом матче и этот матч стал первым выездным победным матчем «Фрайбурга» против «Баварии».